# Natalie Massenet
Dama Natalie Sara Massenet DBE (Los Angeles, 13 de maio de 1965) é uma empresária e ex-jornalista britânica. Em 2014, apareceu na lista de 100 pessoas mais influentes do ano pela Time.